# Browning (Texas)
Pour les articles homonymes, voir Browning.
Browning est une ville fantôme au statut de secteur non constitué en municipalité située dans le Comté de Smith, au Texas, aux États-Unis.

## Histoire
Browning se trouve sur Farm Road 2767 (connue localement sous le nom de Old Kilgore Highway) et à l'extrémité est du champ pétrolifère de Chapel Hill à 14,4 kilomètres au sud-est de Winona. La ville doit son nom à Isaiah Nicholas Browning (1827–1915), qui, avec sa femme, Mary Ann Morrison (1830–1904), fut, à partir de 1850 environ, parmi ses premiers colons. Au début des années 1870, les Browning y construisirent la première grande maison qui, en 1990, était encore debout. Le premier bureau de poste de Browning a ouvert en 1879. William A. Owens en était le premier maître de poste. Isaiah Browning, en 1884, possédait un moulin à grain et à farine ; et, en partenariat avec Bradshaw qui détenait le magasin général de la ville.
En 1898, le bureau de poste déménage à Starrville, mais revient à Browning en 1899, puis en 1902, de retour à Starrville. Au cours des années 1890, la population a plafonné à une cinquantaine d'habitants et comprend une scierie, une église, une école de district et un salon. En 1903, Browning avait deux écoles à classe unique, l'une avec 51 élèves blancs et l'autre avec 47 élèves noirs. En 1933, la ville a signalé une population de 21 entreprise. Les registres de 1936 ne montrent aucune école dans la communauté et, en 1952, les élèves locaux suivaient des cours dans le Holts Independent School District.